# Корюшковые
Ко́рюшковые (лат. Osmeridae) — семейство лучепёрых рыб из отряда корюшкообразных (Osmeriformes). Морские, анадромные и пресноводные виды Северного полушария.
Встречаются в бассейнах Северного Ледовитого, Атлантического и Тихого океанов. Важные промысловые рыбы.

## Описание
Небольшие рыбы, максимальная длина 40 см, обычно не превышает 20 см. Тело удлинённое. Окраска серебристая.
Короткий спинной плавник с 7—14 лучами расположен в середине тела. Брюшные плавники с 8 лучами, не имеют аксиллярной пластинки, расположены на уровне спинного плавника. В анальном плавнике 11—23 лучей. Хвостовой плавник выемчатый. У всех видов имеется жировой плавник. Боковая линия неполная. Есть плавательный пузырь.
Имеются зубы на челюстях и внутренних костях ротовой полости.
Пилорических придатков мало (до 11) или они отсутствуют.
Многие виды пахнут свежими огурцами.

## Биология
Стайные морские, анадромные и пресноводные рыбы. Продолжительность жизни до 12 лет (европейская корюшка).
Большинство видов нерестится в пресной воде. В морском прибрежье нерестится мойва и морская малоротая корюшка. Икра мелкая, донная, клейкая. У многих видов икринки имеют внешнюю студенистую оболочку, которая лопается после начала развития, сползает с икринки и образует «ножку», посредством которой икринки прикрепляются к субстрату.
Плодовитость до 35 тыс. икринок у морской малоротой корюшки, 60 тыс. икринок у мойвы и более 100 тыс. икринок у азиатской корюшки.
Питаются мелким зоопланктоном, донными ракообразными, личинками моллюсков и полихет, а также икрой, личинками и молодью рыб. Некоторые виды (азиатская корюшка) являются хищниками.

## Классификация
Выделяли три подсемейства. В состав семейства некоторые авторы включали 11 родов с 31 видом, а другие — 7 родов с 13—14 видами.
На июль 2018 года в составе семейства не выделяют подсемейства. Выделяют 6 родов и 15 видов:
- Род Малоротые корюшки (Hipomesus) Gill, 1862
- Род Мойвы (Mallotus) Cuvier, 1829
- Род Корюшки (Osmerus) Linnaeus, 1758
- Род Thaleichthys Girard, 1858
- Род Allosmerus Hubbs, 1925
- Род Spirinchus Jordan and Evermann, 1896

Помимо указанных родов, Д. Нельсон включал в состав семейства роды Neosalanx, Protosalanx, Salangichthys, Salanx. Род Plecoglossus выделен в отдельное семейство Plecoglossidae.

## Хозяйственное значение
Ценные промысловые рыбы, в первую очередь — мойва. В 1970-е годы мировые уловы мойвы достигали 3160 тыс. тонн, а остальных видов — 30 тыс. тонн. В 2005—2009 годах уловы мойвы колебались от 269 до 750 тыс. тонн. Многие виды являются объектами любительского рыболовства.
Объекты разведения в аквакультуре.